# Proceno
Proceno är en ort och kommun i provinsen Viterbo i regionen Lazio i Italien. Kommunen hade 573 invånare (2018).